# Narcissus pseudonarcissus subsp. nobilis
Narcissus pseudonarcissus subsp. nobilis es una subespecie de planta bulbosa perteneciente a la familia de las Amarilidáceas. Es originaria del norte de la península ibérica.

## Descripción
Es una planta bulbosa de narcisos clásicos con grandes flores. Tiene los pétalos de color blanco con una corona de color amarillo oscuro. Se encuentra en el norte de España y Portugal.

## Taxonomía
Narcissus pseudonarcissus subsp. nobilis fue descrita por (Haw.) A.Fern. y publicado en Boletim da Sociedade Broteriana II, 25: 18, en el año 1951.
Etimología
Narcissus nombre genérico que hace referencia del joven narcisista de la mitología griega Νάρκισσος (Narkissos) hijo del dios río Cephissus y de la ninfa Leiriope; que se distinguía por su belleza.
El nombre deriva de la palabra griega: ναρκὰο, narkào (= narcótico) y se refiere al olor penetrante y embriagante de las flores de algunas especies (algunos sostienen que la palabra deriva de la palabra persa نرگس y que se pronuncia Nargis, que indica que esta planta es embriagadora).
pseudonarcissus: epíteto latino que significa "falso narciso".
nobilis: epíteto latino que significa "notable, famosa.
Sinonimia
- Ajax nobilis Haw., Syn. Pl. Succ.: 327 (1812).
- Narcissus nobilis (Haw.) Schult. & Schult.f. in J.J.Roemer & J.A.Schultes, Syst. Veg. 7: 939 (1830).
- Narcissus pseudonarcissus f. nobilis (Haw.) Voss, Vilm. Blumengärtn. ed. 3, 1: 1023 (1895[5]